# Patara
Patara (gr. Πάταρα) – starożytne małoazjatyckie miasto portowe w Licji, położone na przylądku o tej samej nazwie, na południowy wschód od ujścia rzeki Ksantos; obecnie niewielka nadmorska miejscowość Gelemiş (Kelemiş).

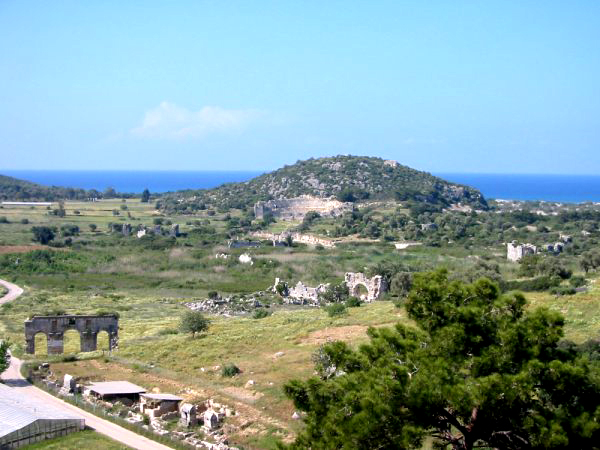
Ogólny widok ruin Patary – w dolnym lewym rogu łuk triumfalny, na tle wzgórza widoczny amfiteatr

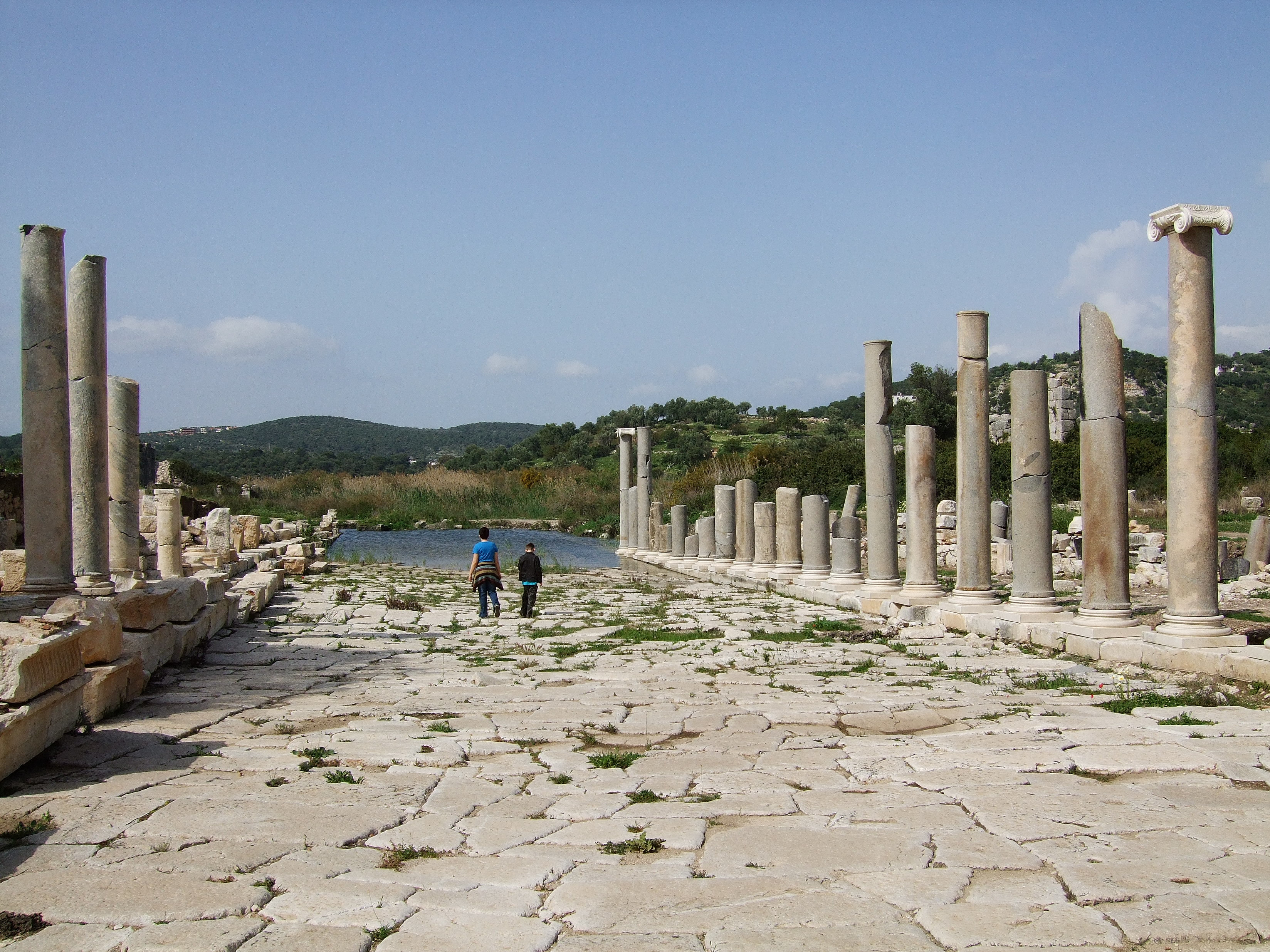
Obrzeżona kolumnadą główna ulica (cardo) antycznego miasta

## W historii
Miasto założone najprawdopodobniej przez Licyjczyków, znane z ich inskrypcji jako Pttara. Według mitologicznej tradycji Greków jego nazwa pochodzi od założyciela Patarosa, syna Apolla i Likii, córki boga rzeki Ksantos. Tłumaczyło to powstanie i popularność miejscowego kultu Apollina Patroosa (Patareosa), który zgodnie z mitycznym przekazem miał tam spędzać 6 miesięcy roku (zimowych), podczas gdy drugie (letnie) półrocze na wyspie Delos. W epoce klasycznej i później istniała tam świątynia z wyrocznią Apollina, którą w świecie greckim podobno przewyższała sławą jedynie wyrocznia delficka. Liczące się na tym obszarze małoazjatyckim miasto było otoczone silnymi murami obronnymi wzmocnionymi wieżami. 
Wzmiankowane w źródłach historycznych już w V wieku p.n.e. przez Herodota i Hekatajosa, a później przez Pseudo-Skylaksa, w czasach hellenistycznych stanowiło silną bazę morską w trakcie wojen diadochów, będąc przejściowo okupowane przez Antygona Jednookiego (314 p.n.e.) i Demetriusza Poliorketesa (304 p.n.e.), a następnie przez syryjskiego Antiocha Wielkiego (190 p.n.e.).
Kapitulując przed wojskami Aleksandra Wielkiego, Patara następnie (315 p.n.e.) dostała się w zależność od egipskich Ptolemeuszy, od których w 197 p.n.e. została przejęta przez syryjskich Seleucydów, a od 88 p.n.e. w pełni przeszła pod rzymskie panowanie. We wczesnym cesarstwie była siedzibą namiestnika w randze legata (legatus Augusti). Za rządów Ptolemeusza Filadelfosa, na cześć małżonki władcy miastu nadano (przejściowo i nietrwale) nazwę Arsinoe. Odegrało ono raczej uboczną rolę podczas zagrożenia w trakcie wojen Rzymu z pontyjskim Mitrydatesem (zwłaszcza podczas pierwszej, w latach 92–85 p.n.e.). Emitująca własną monetę od V w. p.n.e., od wieków zaliczana do najważniejszych miast Licji i uważana za jej główny port, Patara należała do sześciu pierwszorzędnych miast posiadających uprzywilejowany głos w Federacji Licyjskiej, i także w epoce cesarstwa rzymskiego zachowała rangę małoazjatyckiej metropolii.
W tym czasie nadal istniał też tam ważny w tej części Śródziemnomorza port, znany z podróży apostolskich,  który w średniowieczu uległ zamuleniu przez naniesione (lotne) piaski. Łączone z chwilowym pobytem św. Łukasza i św. Pawła w trakcie jego III podróży misyjnej z Cezarei do Rzymu (Dz 21,1-2), miasto wcześnie stało się stolicą biskupią chrześcijaństwa, podlegającą później metropolii w Myrze. Patara znana jest wtedy z imion 6 biskupów z okresu IV-IX wieku, a Notitiæ episcopatuum poświadczają jej diecezjalne istnienie aż do XIII stulecia. Powszechnie uznawana też jest (jako obecne Demre) za miejsce urodzenia jednego z nich – świętego Mikołaja (ok. 270 n.e.).
W epoce nowożytnej, od początków XVIII wieku (1714) Patara pozostaje tytularną stolicą diecezjalną (dioecesis Patarensis) Kościoła rzymskokatolickiego w historycznej Licji.

## Nowożytne poszukiwania naukowe

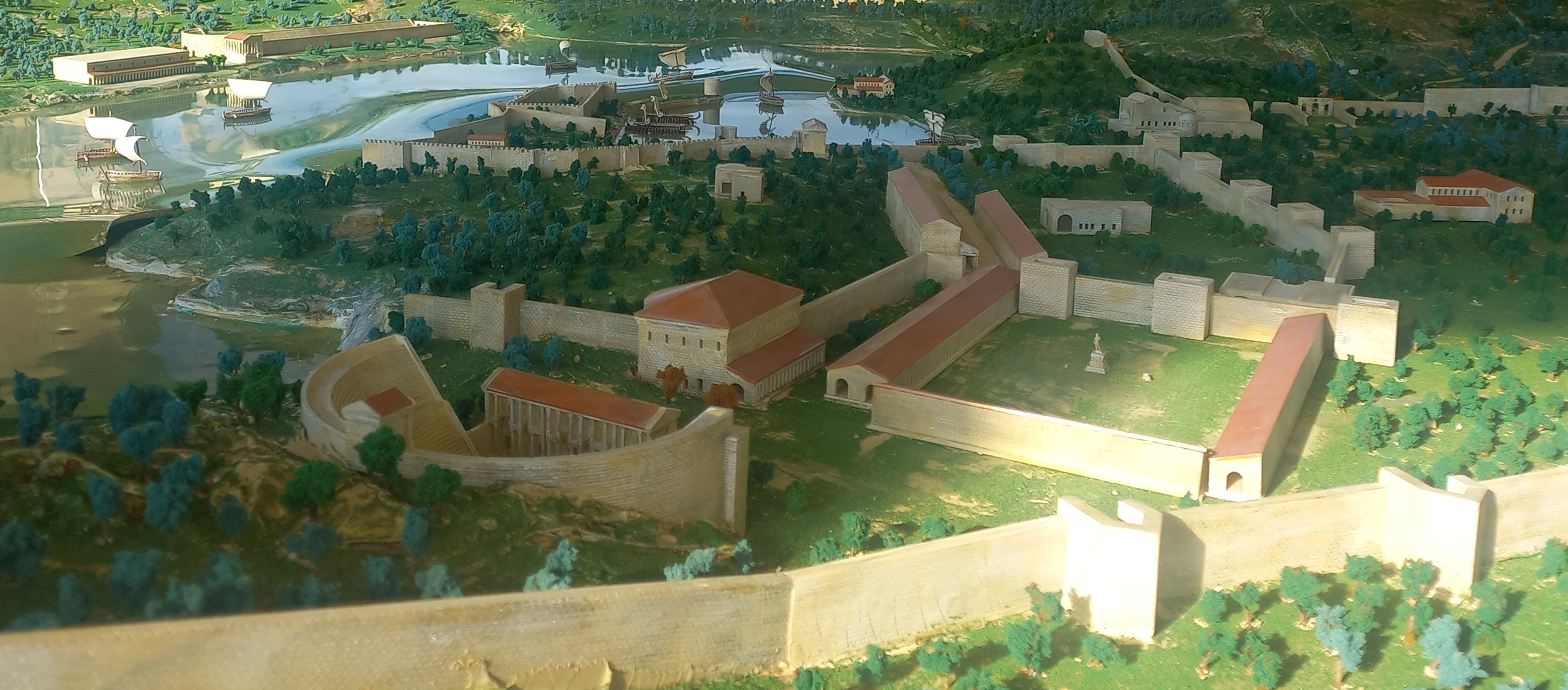
Makieta miasta z czasów rzymskich

Do pierwszych opisujących bardziej szczegółowo miejscowe starożytne ruiny należał kapitan Francis Beaufort ze swą publikacją Karamania, który jeszcze oglądał obejmujące znaczny obszar mury miasta. Kolejne opisy zawarł w dzienniku podróży William Martin Leake (Journal of a tour in Asia Minor, London 1824, s. 222), po nim Charles Fellows zamieścił je w swoich relacjach A journal written during an excursion in Asia Minor (1838), London 1839 (s. 222) i An Account of Discoveries in Lycia, being a journal kept during a second excursion in Asia Minor, London 1840 (s. 179), a także Charles Texier w The principal ruins of Asia Minor, London 1865 (s. 54). Świadectwa o ruinach Patary znalazły się również we wspólnej publikacji geologa marynarki, wiceadmirała Thomasa Spratta i przyrodnika Edwarda Forbesa (Travels in Lycia, Milyas and the Cibyratis, London 1847, s. 31).
W opustoszałym miejscu starożytnego miasta nigdy wcześniej nie były prowadzone wykopaliska. 
Zapoczątkowane dopiero w 1988 r., na stałe prowadzone są przez tureckich archeologów i obejmują prace renowacyjne (m.in. anastylozę niektórych zabytków). Budowlę buleuterionu na terenie badań zidentyfikowano w 1991, w 1993 odkryto Stadiasmus Patarensis – monumentalną kolumnę rzymską, z zapisami dotyczącymi sieci miejscowych dróg w Licji i Pamfilii, o charakterze publicznego itinerarium (przewodnika komunikacyjnego). 

## Stanowisko archeologiczne

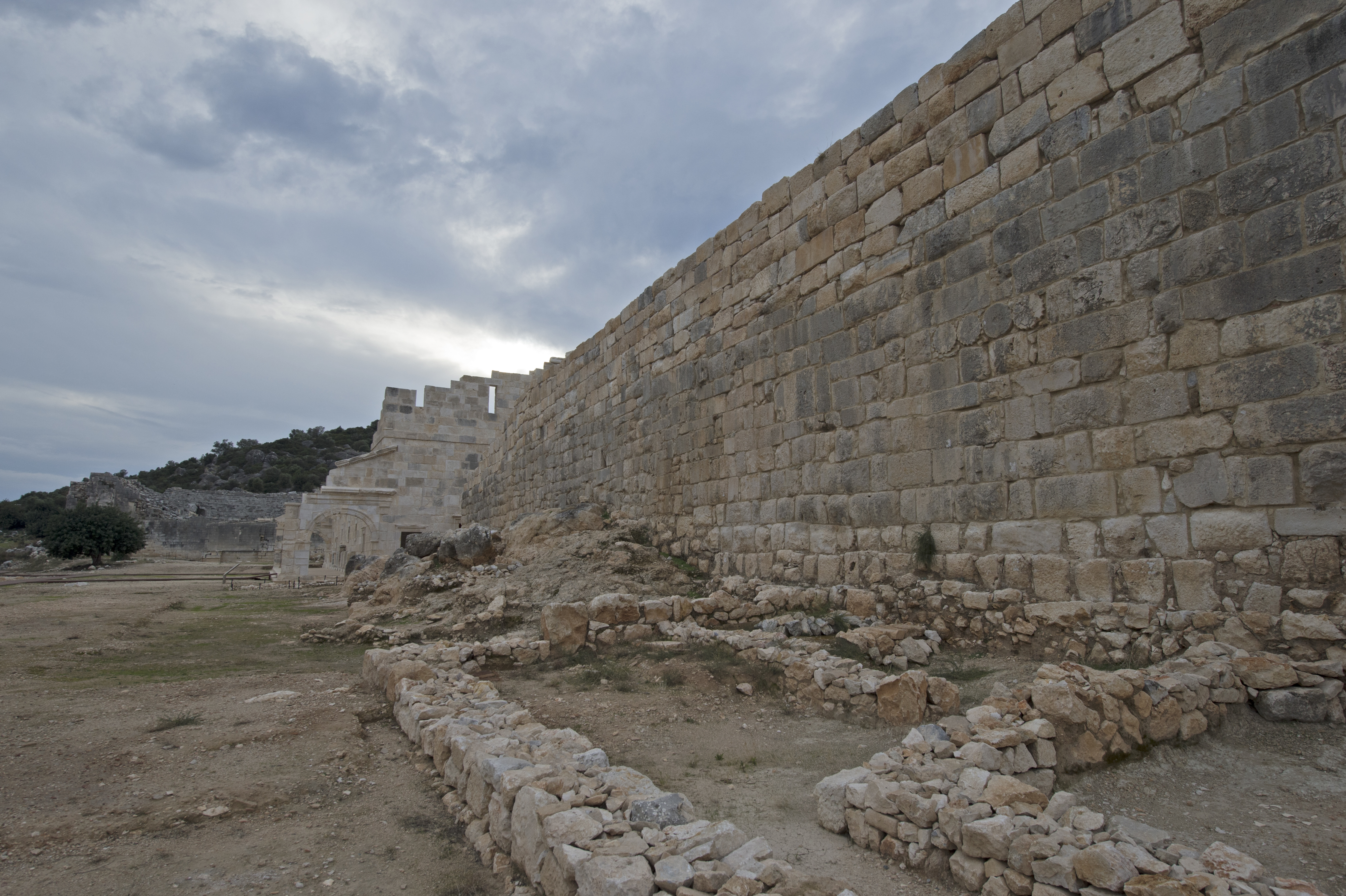
Mur miasta wzdłuż zachodniej połaci agory

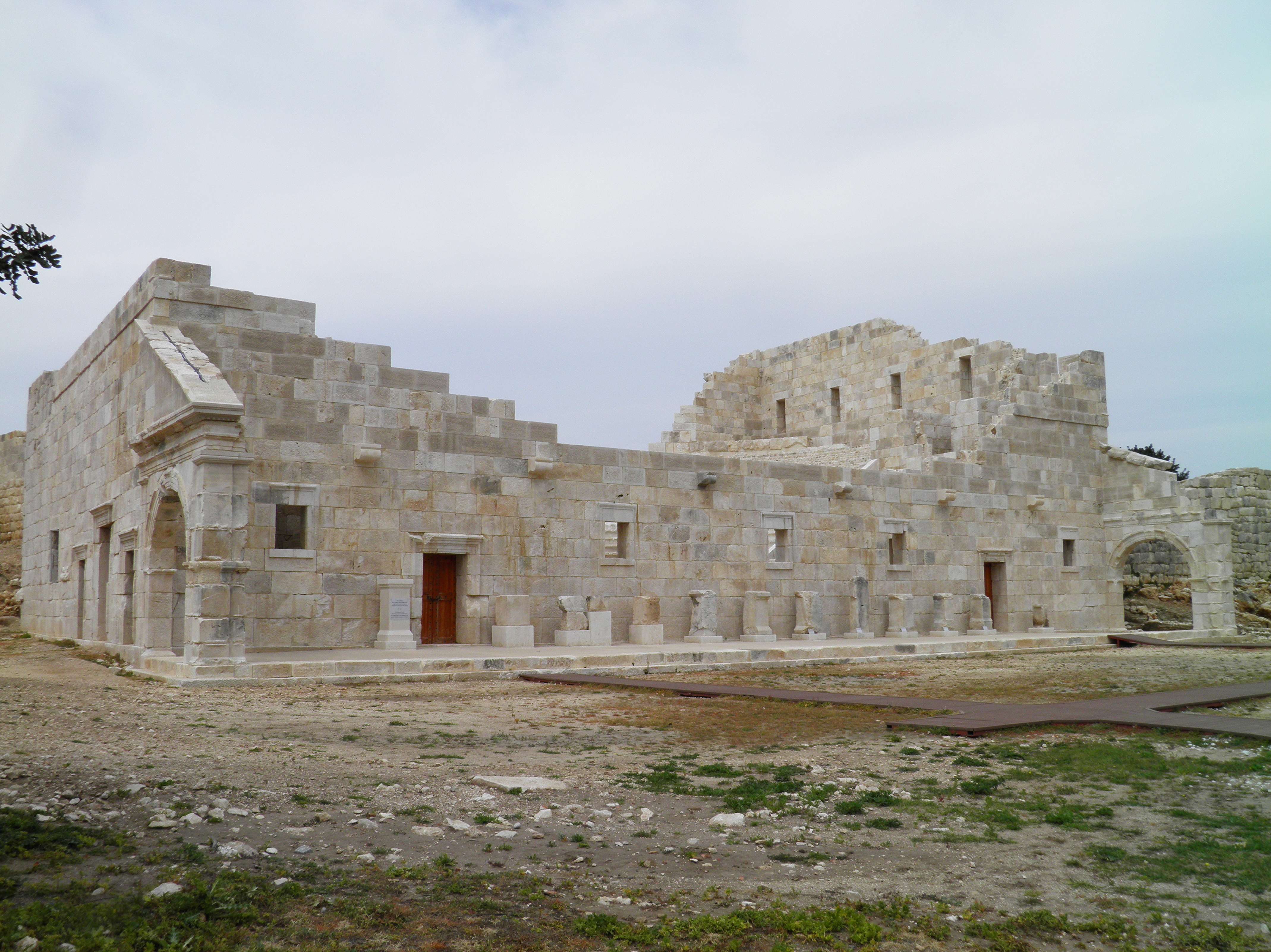
Zewnętrzna część odrestaurowanego buleuterionu

Przylegające do 18-kilometrowej plaży ruiny miasta zajmują obecnie znaczny obszar wśród wydm i pól. Wśród dobrze zachowanych zabytków z czasów rzymskich wyróżnia się teatr, zbudowany za panowania Antoninusa Piusa, i łuk triumfalny Mettiusa Modestusa (zarządcy Licji i Pamfilii) z 100 n.e. oraz termy, które zgodnie z umieszczoną w nich inskrypcją, zostały wybudowane przez Wespazjana.
Wejście na pole ruin otwiera monumentalny trójarkadowy łuk triumfalny (będący zarazem częścią akweduktu) i uważany też za północną bramę miejską. Za nim rozciąga się cmentarzysko (nekropolia) z grobowcami licyjskimi (wśród nich jedynym filarowym). Teatr wbudowany jest w zbocze wzgórza, z widokiem na panoramę ruin; na jego szczycie zachowała się świątynia Ateny i wykuta w skale krągła cysterna (wcześniej – domniemane miejsce apollińskiej wyroczni). Ówczesne zbiorniki na wodę były dla miasta koniecznością do czasu wybudowania dwóch rzymskich akweduktów, których pozostałości przetrwały na wzgórzach oraz w pobliżu wybrzeża. Znaczącą i dobrze zachowaną budowlą jest buleuterion (prytanejon), pochodzący z początku I wieku p.n.e. i będący miejscem zgromadzeń przedstawicieli Federacji Licyjskiej. Główna ulica z obustronną kolumnadą (częściowo rekonstruowana), przeznaczona była dla pieszych i mając charakter reprezentacyjno-handlowy, łączyła port z agorą. Przy wejściu do portu zachowały się szczątki latarni morskiej (o nieustalonym czasie powstania). Na skraju antycznego portu przetrwały też resztki masywnych murów tzw. spichlerza Hadriana (z II w. n.e.) – rzymskiej budowli służącej do magazynowania zboża i innych wartościowych towarów eksportowanych. Dotychczas nie stwierdzono jednak wzmiankowanej przez Herodota (Dzieje I 182) śladów wyroczni i świątyni Apollina, o których działalności (mimo ich renomy) wiadomo bardzo niewiele.  